# タール湖
タール湖（タールこ、Taal Lake）とは、フィリピンのルソン島にあるタール火山のカルデラ湖。周囲82.5キロメートル、面積234.2平方キロメートル。首都マニラの中心街より南に約60キロメートルほどの位置にある。
北岸の外輪山の外縁、標高600メートル程度に避暑地として知られるタガイタイがある。

## 概要
<!— カルデラの形成時期については諸説あるようで、長尾年恭の関係する2つの論文（2008と2015）でも大きく異なっているのであえて省いた —>

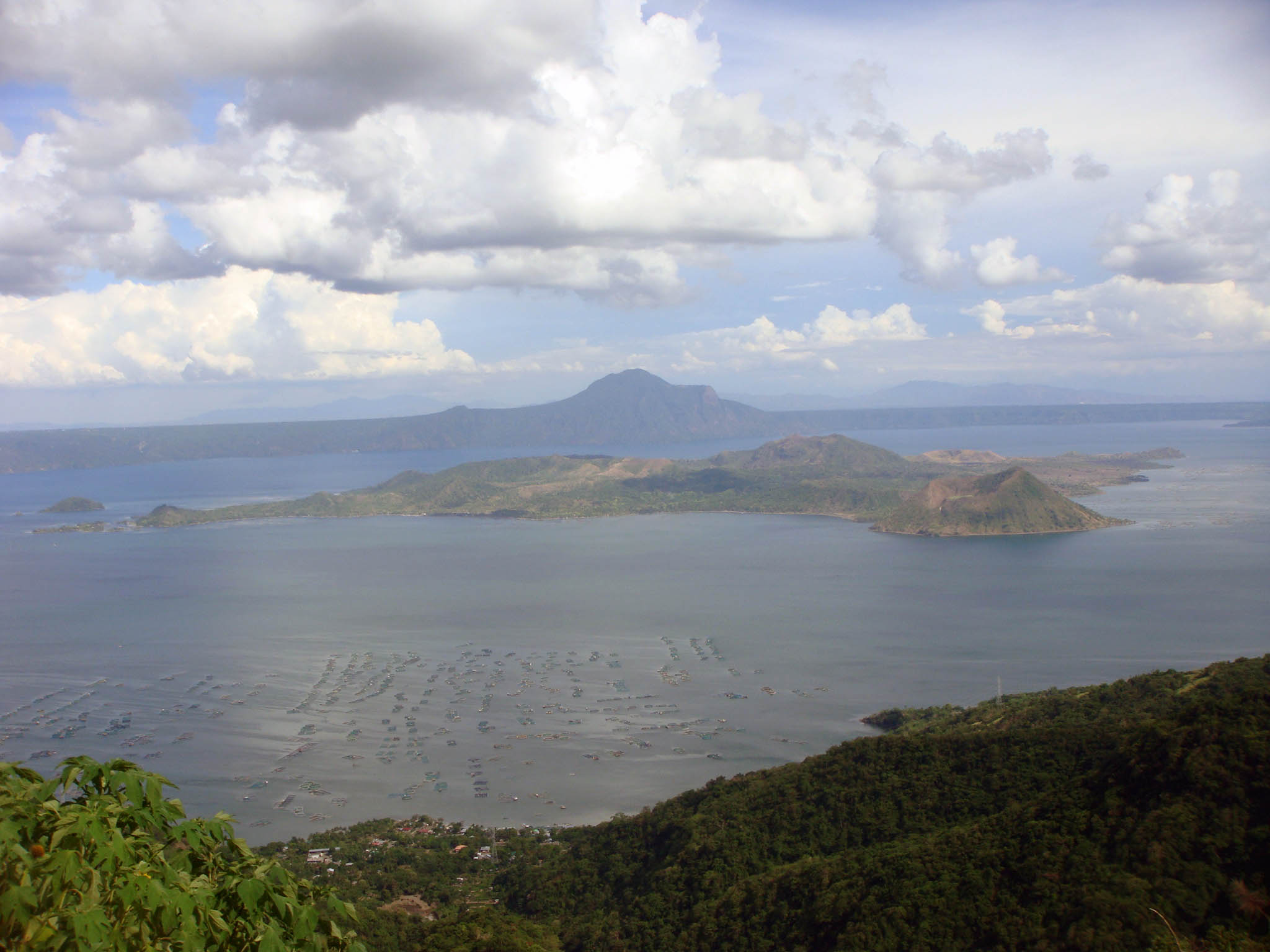
北から見たタール湖と火山島（2010年）

タール火山は活動的な火山である。20キロメートル×25キロメートルのカルデラ内に、カルデラ湖のタール湖があり、湖の中央に中央火口丘である直径5 - 8キロメートルほどの火山島 (Volcano Island) が形成されている。高さは湖面から300メートルほどである。
この火山島の中心には直径約2キロメートルの火口が形成されている。同島には47個の火口・火山丘が存在し、うち26個はタフコーン、5個はスコリア丘、4個はマールである。
歴史時代の噴火はスペイン植民地時代の初期、1572年から1977年の間に33回が記録されている。1911年1月30日には大爆発が起こり、爆風によって火山島の住民のほとんどとなる1334人が死亡した。
1965年には火山島の西岸で発生したマグマ水蒸気噴火が起こり、ベース・サージ現象が世界で初めて記録され、200人が死亡した。1977年の噴火では水蒸気爆発が発生している。2010年4月19日には火山島で有感地震が発生、7月に警戒レベルが1から2に引き上げられ全島民が避難した。2020年1月には43年ぶりとなる噴火を起こしている。
同島は国立公園で、本来居住は禁じられている。
2025年、次々と失踪した闘鶏家が湖に沈められていることが判明。捜索が始められた。

## アクセス
マニラよりタクシーで約2時間。タガイタイより外輪山を下りた湖岸でボートをチャーターして約30分で火山島に渡ることができる。また島の山頂までは徒歩または馬を借りて約30分かけて登る。

## 画像
| - タール火山の地形図 - 北から望むタール湖 - 火山島 - 火山島の中心火口 - Binintiang Malaki、1707年の噴火で形成された火砕丘 |